# Wortham Center Houston
Wortham Theatre Center  en Houston, Texas es la sede de Houston Grand Opera, inaugurado en 1987 es uno de los principales centros líricos de Estados Unidos.
Alberga dos salas, la Alice and George Brown Theater para 2465 espectadores y la Lillie and Roy Cullen Theater para 1100.